# Pucciniomycotina
Pucciniomycotina — подотдел грибов типа базидиомицетов, насчитывающий свыше 8000 видов, из 90 % относятся к порядку Pucciniales. Они являются паразитами растений, животных и даже грибов.